# Esvres
Esvres è un comune francese di 4 588 abitanti situato nel dipartimento dell'Indre e Loira nella regione del Centro-Valle della Loira. Il comune di Esvres è gemellato con quello italiano di Casaleone.

## Società

### Evoluzione demografica
Abitanti censiti